# Unia hipostatyczna

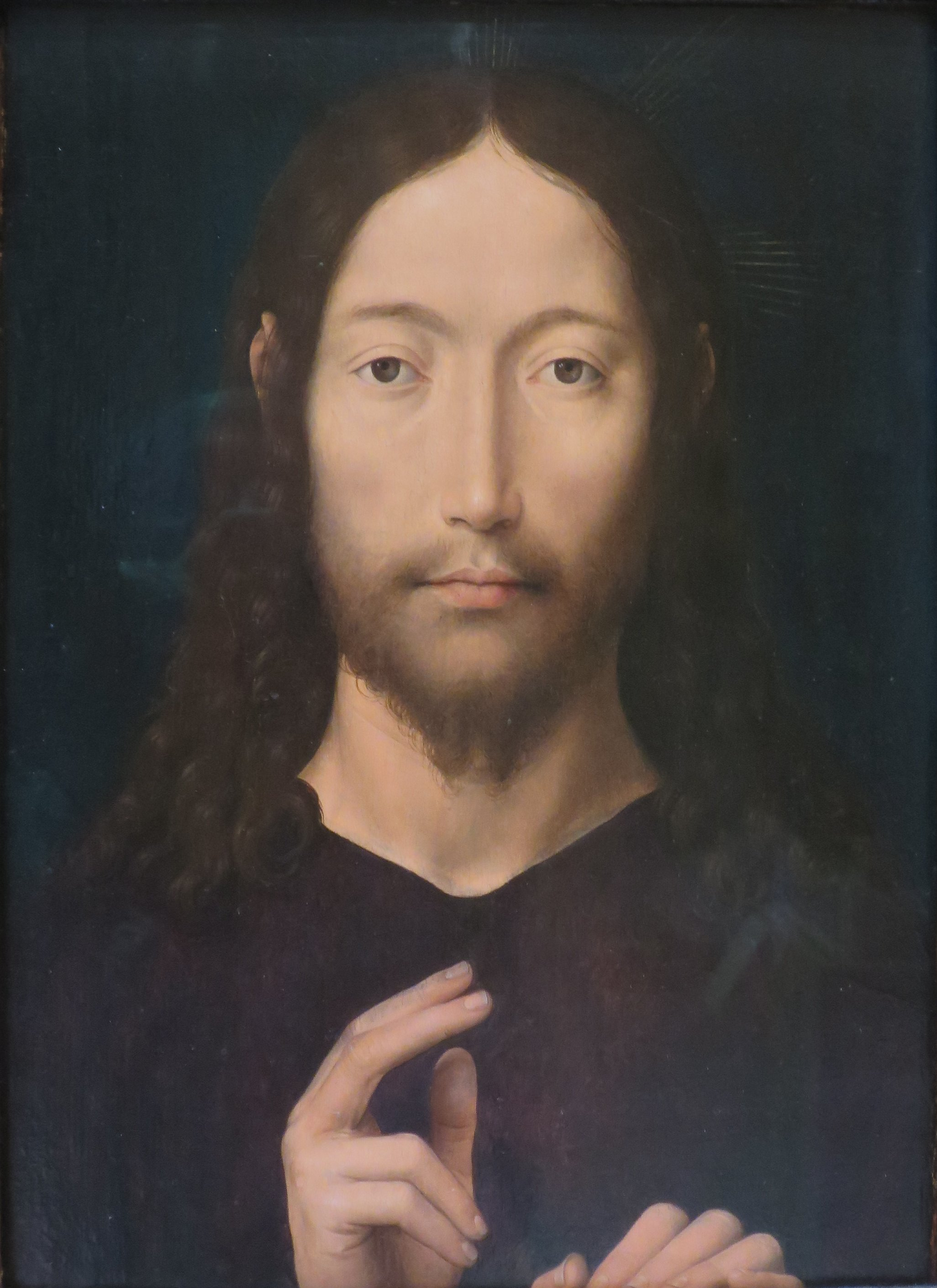
Chrystus błogosławiący. Dwa palce złożone razem symbolizują jego dwie natury, boską i ludzką, zjednoczone w jednej osobie. (1478 r. Hans Memling, Muzeum Sztuki im. Nortona Simona, Pasadena, USA).

Unia hipostatyczna (stgr. ἕνωσις καθ ̓ ὑπόστασιν), także unia natur (stgr. ἕνωσις κατὰ φύσιν) – jeden z podstawowych terminów chrystologicznych określający związek boskiej i ludzkiej natury Jezusa Chrystusa po wcieleniu.

## Treść
Dogmatyczne orzeczenie w tej sprawie wydał w 451 roku sobór chalcedoński. Uznał, że należy wyznawać, iż Jezus Chrystus, będąc jedną osobą, posiada dwie natury, boską i ludzką (diofizytyzm), a ich zjednoczenie dokonało się:
1. bez zmiany natur (immutabiliter gr. atreptos), to znaczy spotkanie ze sobą natury boskiej i ludzkiej w Jezusie Chrystusie nie zmieniło w żaden sposób ani ludzkiej, ani boskiej natury. Każda pozostała sobą ze specyficznymi dla siebie właściwościami.
2. bez pomieszania (inconfuse gr. asynchytos), to znaczy obydwie natury Jezusa Chrystusa po zjednoczeniu nie uległy pomieszaniu ze sobą. Nie powstała więc jakaś trzecia bosko-ludzka natura. Pozostały dwie odrębne natury, boska i ludzka, a każda z nich zachowała specyficzne dla siebie właściwości.
3. bez rozdzielenia (indivise gr. adiairetos), to znaczy mimo obecności dwóch natur w Jezusie Chrystusie po Wcieleniu nie było dwóch osób, lecz jedna Jezusa Chrystusa, w której spotkało się ze sobą bóstwo i człowieczeństwo. Nie wolno więc rozdzielać Jezusa Chrystusa Boga od Jezusa Chrystusa człowieka.
4. bez rozłączenia (inseparabiliter gr. achoristos), to znaczy, że po wniebowstąpieniu Jezusa Chrystusa natura ludzka nie odłączyła się od boskiej. Tak więc Jezus Chrystus również po wniebowstąpieniu pozostał w pełni Bogiem i w pełni człowiekiem.

Pierwsze dwa określenia skierowane są przeciwko nauce Eutychesa, kolejne dwa przeciwko nauczaniu Marcelego z Ancyry.
Zjednoczenie osobowe dokonało się z chwilą poczęcia natury ludzkiej Jezusa w łonie Bogarodzicy i pozostało po śmierci ciała Jezusa. W chwili śmierci na krzyżu dusza Zbawiciela odłączyła się od ciała, ale Syn Boży w dalszym ciągu był zjednoczony ze swoją naturą ludzką – zarówno z ciałem, jak i duszą.
Sobór chalcedoński, charakteryzując zjednoczenie natur w Jezusie Chrystusie, używał określeń negatywnych, chcąc podkreślić tajemnicę tego zjednoczenia. Sobór ten podkreślił także, że Jezus Chrystus jest współistotny Bogu Ojcu (homousios) co do bóstwa – wcześniej zaznaczył to sobór w Nicei w 325 r., przeciwko arianom – a nam co do człowieczeństwa. Podobny nam we wszystkim oprócz grzechu. Chrystus posiada zjednoczoną wolę na zasadzie jedności moralnej – ponieważ wola należąca do jego ludzkiej natury podporządkowana jest woli należącej do Boskiej natury Logosu.
Pierwszy określenia „unia hipostatyczna” zaczął używać św. Cyryl z Aleksandrii.

## Podsumowanie
| Aspekt     | U Jezusa Chrystusa | U Jezusa Chrystusa | Wyjaśnienie |
| ---------- | ------------------ | ------------------ | --- |
| osoba      | jedna              | jedna              | |
| natury     | boska              | ludzka             | natury niezmieszane, nierozdzielne; Jezus np. cierpiał po ludzku. Jezus przyjął naturę ludzką wraz z ludzką duszą.                                                   |
| wole       | boska              | ludzka             | wola ludzka podporządkowana boskiej, przez dobrowolne posłuszeństwo                                                                                                  |
| działania  | boskie             | ludzkie            | dwoistość działań wynika z dwóch woli w Chrystusie |
| poznanie   | boskie             | ludzkie            | ludzkie poznanie realizowało się w warunkach historycznych istnienia Jezusa w czasie i przestrzeni; ale jako Bóg posiadał też wiedzę wlaną (poznanie nadprzyrodzone) |
| świadomość | jedna              | jedna              | w Jezusie jest jedno „Ja”, świadome natury boskiej oraz ludzkiej |

## Chronologia
| Data  | Kto / co                                  | Doktryna                                                 |
| ----- | ----------------------------------------- | -------------------------------------------------------- |
| II w. | doketyzm                                  | negowanie człowieczeństwa Jezusa                         |
| 260   | Paweł z Samosaty i adopcjonizm            | Jezus Synem Bożym przez przybranie                       |
| 268   | synod w Antiochii                         | Jezus Synem Bożym przez naturę                           |
| 315   | Ariusz i arianizm, subordynacjonizm       | Jezus nie był w pełni Bogiem, był stworzony              |
| 325   | sobór nicejski I                          | Jezus Bogiem i człowiekiem, zrodzony, a nie stworzony    |
| 352   | Apolinary z Laodycei i apolinaryzm        | natura ludzka Jezusa niedoskonała, bez ludzkiej duszy    |
| 381   | sobór konstantynopolitański I             | Jezus Bogiem i człowiekiem                               |
| 429   | Nestoriusz i nestorianizm                 | Jezus to dwie osoby połączone                            |
| 431   | sobór efeski                              | Jezus to jedna osoba                                     |
| 448   | Eutyches i monofizytyzm                   | Jedna natura w Jezusie                                   |
| 451   | sobór chalcedoński                        | Dwie natury w Jezusie (unia hipostatyczna)               |
| 553   | sobór konstantynopolitański II            | wszystko w Jezusie można przypisać drugiej osobie Trójcy |
| 638   | Sergiusz i monoenergizm oraz monoteletyzm | Jedna wola w Jezusie                                     |
| 681   | sobór konstantynopolitański III           | Dwie wole w Jezusie                                      |

## Znaczenie
Pojęcie unii osobowej jest uznane za jedno z podstawowych dla chrześcijaństwa. Papież Leon Wielki (400-461), jeden z ojców tego terminu, podkreślał podstawowe znaczenie unii osobowej, jako właściwości osoby Chrystusa jako Pana, bez której wiara chrześcijańska traci swą rolę zbawczą. Zbawienie w Chrystusie jest możliwe jedynie, jeśli uzna się we wcielonym Synu Bożym zjednoczenie dwóch natur, boskiej i ludzkiej.
Sobór watykański II przypomniał, że natura ludzka została przyjęta w Chrystusie bez naruszenia jej, dlatego też także i we wszystkich ludziach uzyskała ona wzniosłą godność.

## Związki wyznaniowe nieuznające unii osobowej
Dogmatowi o zjednoczeniu natur w Chrystusie tradycyjnie sprzeciwia się arianizm, uznany już przez sobór nicejski I (325 r.) za herezję. Po wielu wiekach nauczanie ariańskie podjęło powstałe w XIX w. wyznanie Świadków Jehowy. Odwołując się do wersetu z Listu apostoła Pawła do Kolosan 1,15: On jest obrazem Boga niewidzialnego – Pierworodnym wobec każdego stworzenia, twierdzą, że Jezus był pierwszym stworzeniem Boga Stwórcy, jednorodzonym Synem (por. Trójca Święta). Jest jedyny w swoim rodzaju, jest jedyną istotą, którą Bóg stworzył osobiście – bez pośrednictwa czy współpracy kogoś innego. Jest jedynym, przy którego współudziale Bóg, jego Ojciec, powołał do istnienia pozostałe stworzenia. Jest pierworodnym i najważniejszym z aniołów (Kol 1:15, 16; Heb 1:5, 6).